# Wybory prezydenckie w Niemczech w 1989 roku
Wybory prezydenckie w Niemczech w 1989 roku odbyły się 23 maja. Zgodnie z konstytucją prezydenta wybierało Zgromadzenie Federalne złożone z deputowanych Bundestagu oraz w równej liczbie elektorów wybranych przez parlamenty lokalne (Landtagi). Z 1038  głosów Richard von Weizsäcker otrzymał 881, czyli bezwzględną większość i w ten sposób został wybrany na prezydenta już w pierwszej  rundzie głosowania. Tym samym stał się trzecią osobą w historii RFN, która po raz drugi z rzędu została wybrana Prezydentem Federalnym.

## Wyniki
|  | Imię i nazwisko        | Przynależność partyjna | Głosy w I turze | Procent |
|  | ---------------------- | ---------------------- | --------------- | ------- |
|  | Richard von Weizsäcker | CDU                    | 881             | 84,9    |

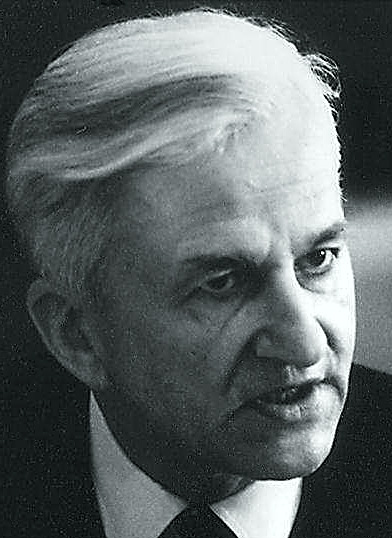
Richard von Weizsäcker